# 일만의정서
일만의정서(日滿議定書)는 1932년 9월 15일 일본 제국과 만주국 사이에 체결된 협정으로, 만주사변과 만주국에 대해 조사 중인 국제 연맹 하의 리턴 보고서를 무마하기 위한 것으로, 일본군의 만주 주둔에 대한 기정사실을 조작하였다.